# Frankenberg/Sa.
Frankenberg/Sa., Frankenberg/Sachsen – miasto w Niemczech, w kraju związkowym Saksonia, w okręgu administracyjnym Chemnitz, w powiecie Mittelsachsen.

## Współpraca
Miejscowości partnerskie:
- Frankenberg (Eder), Hesja
- Mühlbach im Altmühltal – dzielnica Dietfurt an der Altmühl, Bawaria
- Sachsenburg, Austria (kontakty utrzymuje dzielnica Sachsenburg